# Cathédrale Notre-Dame-de-Fátima de Muyinga
La cathédrale Notre-Dame-de-Fátima de Muyinga est une cathédrale catholique, et le siège du diocèse de Muyinga. Elle est située à Muyinga, ville éponyme de la province de Muyinga, au Burundi.